# Andrea Katzenberger
Andrea Katzenberger (* 1962 in Heidelberg) ist eine deutsche Filmregisseurin und Drehbuchautorin.

## Leben
Andrea Katzenberger ist seit den 1990er Jahren im Filmgeschäft tätig. In den Anfangsjahren trat sie sporadisch als Schauspielerin in Erscheinung und schuf erste Kurzfilme. So wirkte sie in Pepe Danquarts mit dem Kurzfilm-Oscar prämierten Schwarzfahrer mit. Der Mistkerl war 2001 ihr Debüt-Spielfilm. Bei den Kinderserien Die Pfefferkörner und 4 gegen Z betätigte sie sich als Regisseurin und Drehbuchautorin.

## Filmografie (Auswahl)
Darstellerin
- 1992: Schwarzfahrer
- 1993: Wolffs Revier (Fernsehserie, 1 Episode)
- 1995: 9 ½ Minuten (Kurzfilm)

Drehbuchautorin
- 1997: Gleislichter (Kurzfilm)
- 1997: Blindman Blues (Kurzfilm)
- 2001: Der Mistkerl
- 2003: Ich back mir einen Mann (Fernsehfilm)
- 2008–2022: Die Pfefferkörner (Fernsehserie, 26 Episoden)
- 2005–2007: 4 gegen Z (Fernsehserie, 6 Episoden)
- 2008: Himmlischer Besuch für Lisa (Fernsehfilm)

Regisseurin
- 1997: Gleislichter (Kurzfilm)
- 1997: Blindman Blues (Kurzfilm)
- 1998: Anja, Bine und der Totengräber (Kurzfilm)
- 2001: Der Mistkerl
- 2003: Ich back mir einen Mann (Fernsehfilm)
- 2004–2005: Siebenstein (Fernsehserie, 4 Episoden)
- 2005–2007: 4 gegen Z (Fernsehserie, 13 Episoden)
- 2003–2022: Die Pfefferkörner (Fernsehserie, 68 Episoden)
- 2008: Der Hochzeitswalzer (Fernsehfilm)
- 2011: Alle Zeit der Welt (Fernsehfilm)
- 2011: Beutolomäus und die Wunderflöte (Fernsehfilm)
- 2018–2020: Tiere bis unters Dach (Fernsehserie, 9 Episoden)
- 2020: Großstadtrevier (Fernsehserie, 2 Episoden)